# ZyLAB
Zylab ist ein Hersteller von eDiscovery-Software. Das Unternehmen wurde 1983 von einer Gruppe ehemaliger Bell Laboratories Mitarbeiter in Chicago gegründet und hat seinen Sitz in Amsterdam und McLean (Virginia). Es verfügt über weitere Niederlassungen in u. a. Barcelona, London und Singapur.

## Unternehmensgruppe
Das Unternehmen bestand 2018 aus folgenden Gesellschaften:
- Stichting Administratie ZyLab
- MSC Information Retrieval Technologies BV, Amsterdam
- ZyLAB Technologies BV, Amsterdam
- MSC Intellectual Properties BV, Amsterdam
- ZyLAB Distribution BV, Amsterdam
- ZyLab Benelux BV, Amsterdam
- ZYLAB NORTH AMERICA LLC

## Geschichte
Die erste Software ZyINDEX war ein in Turbo Pascal geschriebenes Tool für MS-DOS, mit dem Texte indiziert und durchsucht werden konnten. Auf einem 80386 IBM-PC mit 33 MHz Taktfrequenz und 4 MiB Arbeitsspeicher, konnten 10 MiB pro Stunde indexiert werden. 1983 verfügten 3,25-Zoll-Festplatte über eine Kapazität von bis zu 10 MB, die erst 2,5-Zoll-Festplatte mit 100 MB Speicherkapazität sollte erst 1991 zur Verfügung stehen.
1991 wurde ZyINDEX um ZyIMAGE zur optischen Texterkennung ergänzt, welche als erstes PC-Programm einen Fuzzy-String-Algorithmus zur Kompensation von Scan- und OCR-Fehlern enthielt. Im gleichen Jahr wurde die ZyLAB Corporation von der Information Dimensions Inc erworben.
1994 wurde die ZyLAB Abteilung der OpenText|Information Dimensions Inc an die neu gegründete ZyCo Incorporated verkauft, die zusätzlich die ZyImage Software von PT Partners übernommen hat. Haupteigentümer der ZyCo war 1994 die C-Cubed Corporation of Alexandria.
1998 wurde die Indizierung von E-Mails und deren Anhänge implementiert.
2000 wurde die Software zu einem vollständigen Content- und Daten-Management-System auf dem XML-Standard weiterentwickelt.
2002 sollte die Zylab International, Inc durch die AuthentiDate Holding Corp. übernommen werden. Die Übernahme wurde nicht abgeschlossen.
2010 wurde die ZyLAB-Information-Management-Plattform als E-Discovery-Software veröffentlicht.
2015 listet Gartner Inc. ZyLAB im Leader Quadrant des Magic Quadrant for E-Discovery-Software und bewertet die Software als die beste E-Discovey-Software bezüglich der Abdeckung des gesamten EDRM E-Discovery-Frameworks.
2018 Die E-Discovery-Sofware ZyLAB One wird als SaaS und als on Premises Version veröffentlicht.

## Anwender
Die Software wird u. a. von der Bundeszollverwaltung, dem Landeskriminalamt Nordrhein-Westfalen und vom Europäischen Amt für Betrugsbekämpfung eingesetzt. International wurde die Software z. B. bei den Ermittlungen zum Bombenanschlag auf das Murrah Federal Building in Oklahoma City, beim Internationalen Strafgerichtshof für Ruanda, beim ECCC gegen die Roten Khmer und beim Internationalen Strafgerichtshof für das ehemalige Jugoslawien verwendet.